# ماونت هبرون، کالیفرنیا
ماونت هبرون (به انگلیسی: Mount Hebron) یک منطقهٔ مسکونی در ایالات متحده آمریکا است که در شهرستان سیسکیو، کالیفرنیا واقع شده‌است. ماونت هبرون ۱٫۸۴۷ کیلومتر مربع مساحت و ۹۵ نفر جمعیت دارد و ۱٬۲۹۹ متر بالاتر از سطح دریا واقع شده‌است.